# مغامرات جوجو العجيبة: الرياح الذهبية
مغامرات جوجو العجيبة: الرياح الذهبية هو الجزء الخامس من أنمي مغامرات جوجو العجيبة من إنتاج ستديو ديفيد برودكشن، مقتبس من مانغا مغامرات جوجو العجيبة للمانغاكا هيروهيكو أراكي. الأنمي من إخراج ياسوهيرو كيمورا وهيديا تاكاهاشي.

## القصة
إنه عام 2001 وقد وصل كويتشي هيروسي إلى نابولي لملاحقة شخصٍ معيّن. هذا الشخص هو طالب في المرحلة المتوسطة، جورنو جوفانّا، ابن ديو براندو وامرأةٍ يابانية مجهولة. القصّة تتبع جورنو حيث يهدف لأن يخلّص مدينته من تفشّي المخدرات وأن يحصل على القوّة اللازمة لذلك. ينضم جورنو لعصابة «باشون» (الشغف)، عصابة منظّمة تحتوي على اتصالاتٍ ومستخدمي الستاند والعديد من الضباط. حيث يتعرف جورنو على بوتشاراتي، أحد أفراد هذه العصابة، يتّخذ جورنو أوّل خطواته في عالم المافيا لتأخذه إلى القمّة.